# عبدالله الدوسری (بازیکن فوتبال، زادهٔ ۱۹۶۹)
عبدالله الدوسری (عربی: عبد الله الدوسري؛ زادهٔ ۱ نوامبر ۱۹۶۹) بازیکن سابق فوتبال اهل عربستان سعودی است.وی پدر سالم الدوسری ، فوتبالیست سعودی است.
وی در تیم ملی فوتبال عربستان ۸ بازی انجام داده است و عضو این تیم در جام جهانی فوتبال ۱۹۹۴ بوده است.